# Хамаев, Азат Киямович
Азат Киямович Хамаев (род. 1 января 1955, Поисево, Поисевский сельсовет, Калининский район, Татарская АССР, РСФСР, СССР) — российский государственный и политический деятель; депутат Государственной думы (1995—1999).

## Биография
Родился 1 января 1955 года в селе Поисево Калининского района Татарской АССР.
В 1978 году окончил Казанский авиационный институт на инженера-механика, в 2000 учился Казанском государственном университете на юридическом факультете.
В 1995—1999 годах избирался депутатом Государственной Думы Федерального Собрания РФ.
С 1999 по 2004 год депутат Государственного Совета РТ[чего?] 2-го созыва, председатель государственной комиссии Государственного Совета РТ. С 2004 по 2009 год депутат 3-го созыва Государственного Совета РТ.
В 2008 году назначен на должность заместителя министра земельных и имущественных отношений Республики Татарстан.
С 2009 по 2019 год исполняющий обязанности министра земляных имущественных отношений Республики Татарстан. С 2019 года депутат Государственного Совета РТ 6-го созыва, с того же года председатель комитета ГС РТ.

### Критика Адама и Рамзана Кадыровых
В октябре 2023 года Азат Хамаев выступая на сессии Госсовета во время обсуждения татарстанского законопроекта о патриотическом воспитании граждан выступил с критикой семьи Кадыровых. Высказывание относилось к инциденту с избиением Никиты Журавеля сыном главы Чечни Адамом Кадыровым и последующей оценкой Рамзана Кадырова. 
«Глава субъекта РФ за избиение человека присваивает звание героя своему сыну. Дальше, развивая свою идею, говорит, что он — герой всех мусульман. Кто может ответить?» — заявил Азат Хамаев.
Через несколько дней Хамаев извинился за свои слова, уточнив, что это было сугубо его личное мнение. Запись этого выступления была удалена из официальных аккаунтов Заксобрания Татарстана в социальных сетях.

## Семья
Азат Хамаев — племянник первого президента Татарстана Минтимера Шаймиева. Мать — Марзия — сестра Минтимера Шаймиева.

## Награды
- Заслуженный работник сельского хозяйства Республики Татарстан,
- Медаль «В память 850-летия Москвы»,
- Медаль «В память 1000-летия Казани»,
- Медаль ордена «За заслуги перед Отечеством» II степени (2008)[15].